# نیپون اویل

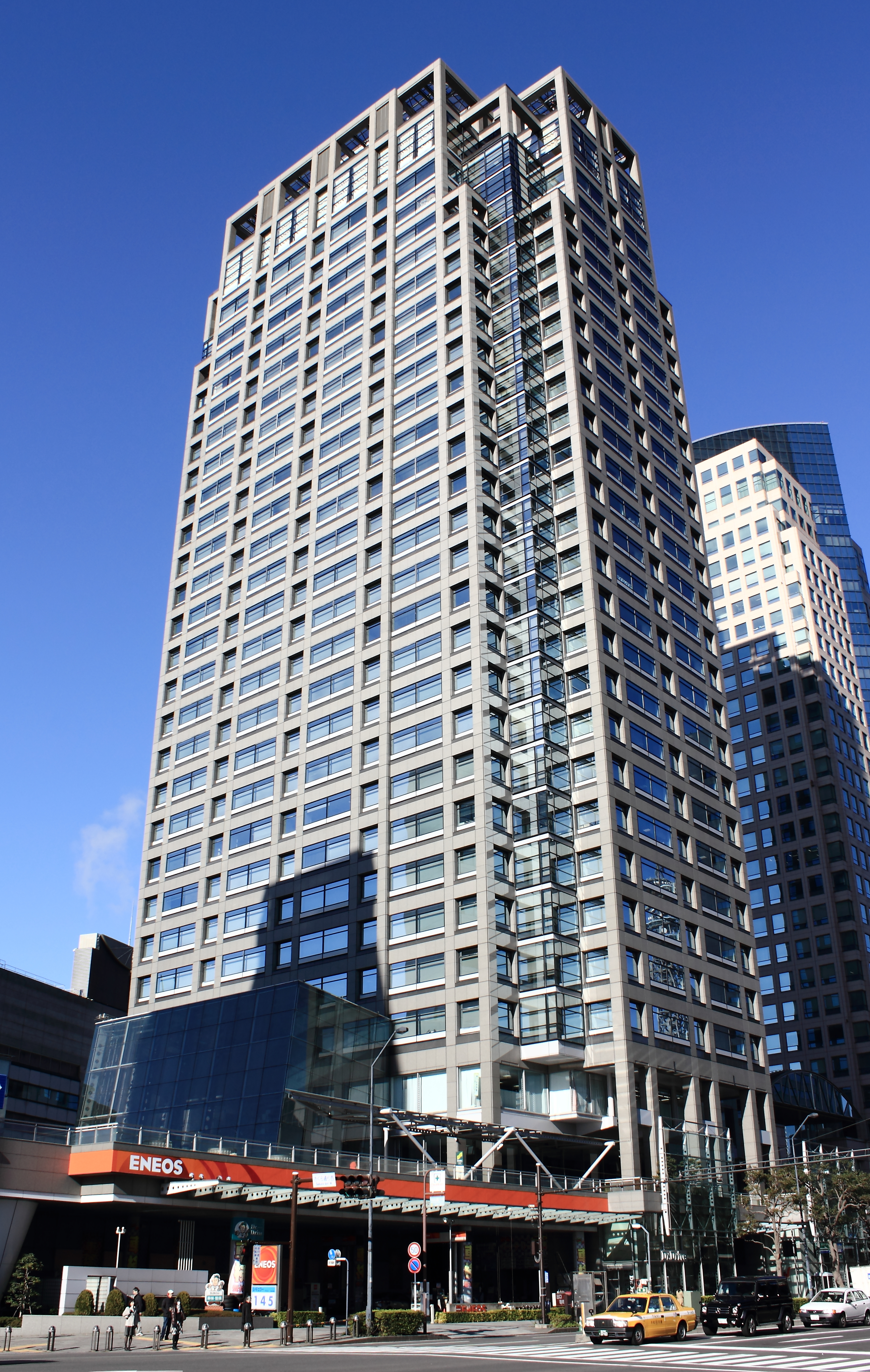
ساختمان اداری نیپون اویل، در یوکوهاما

نیپون اویل (به انگلیسی: Nippon Oil) شرکت نفت ژاپنی است، (به ژاپنی: 新日本石油株式会社) که در زمینه اکتشاف، تولید، پالایش و واردات نفت خام فعالیت می‌کند.
این شرکت همچنین به فروش فرآورده‌های نفتی؛ از جمله بنزین، روغن، گازوئیل و سایر فعالیت‌های مرتبط با انرژی اشتغال دارد. شرکت نیپون جایگاه‌های پمپ بنزین خود را با نام تجاری و لوگوی "اینیوس" ثبت و راه‌اندازی می‌کند.

## تاریخچه
شرکت نیپون در سال ۱۸۸۸ با نام "نیپون اویل" در شهر توکیو تأسیس شد. در سال ۱۹۹۹ نیپون اویل با شرکت "میتسوبیشی اویل" ادغام شد. شرکت تازه تأسیس "نیپون میتسوبیشی اویل" نام گرفت، سپس در سال ۲۰۰۲ بار دیگر نام این شرکت به "نیپون اویل" تغییر یافت.

## اینیوس

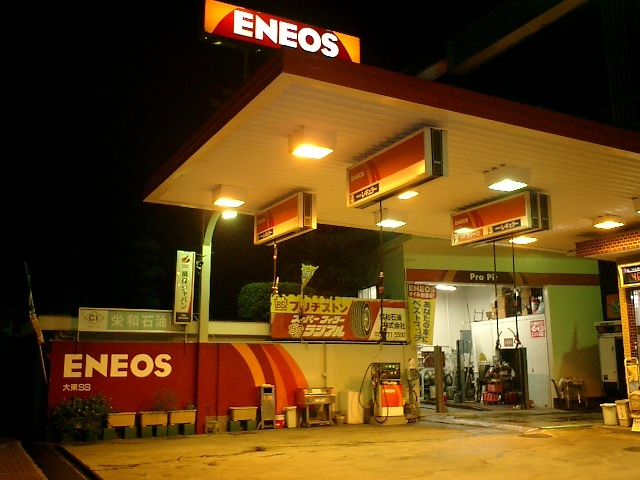
پمپ بنزین نیپون، با برند انیوس

نیپون اویل محصولات خود را تحت نام تجاری اینیوس (انگلیسی: ENEOS) به فروش می‌رساند. انیوس یک شرکت تولید روغن اتومبیل بود که در ایالات متحده فعالیت می‌کرد و در سال‌های گذشته توسط نیپون اویل خریداری شد. سپس در پی توسعه فعالیت‌های بین‌المللی، نیپون اویل اقدام به گسترش فعالیت‌های شرکت انیوس نمود. این شرکت از همین نام تجاری (انیوس) برای جایگاه‌های پمپ بنزین خود نیز استفاده می‌کند.
شرکت نیپون در حال‌حاضر بزرگترین شرکت نفتی در کشور ژاپن است و در سال‌های گذشته فعالیت‌های خود را در کشورهای دیگر گسترش داده است.

## پالایشگاه‌ها

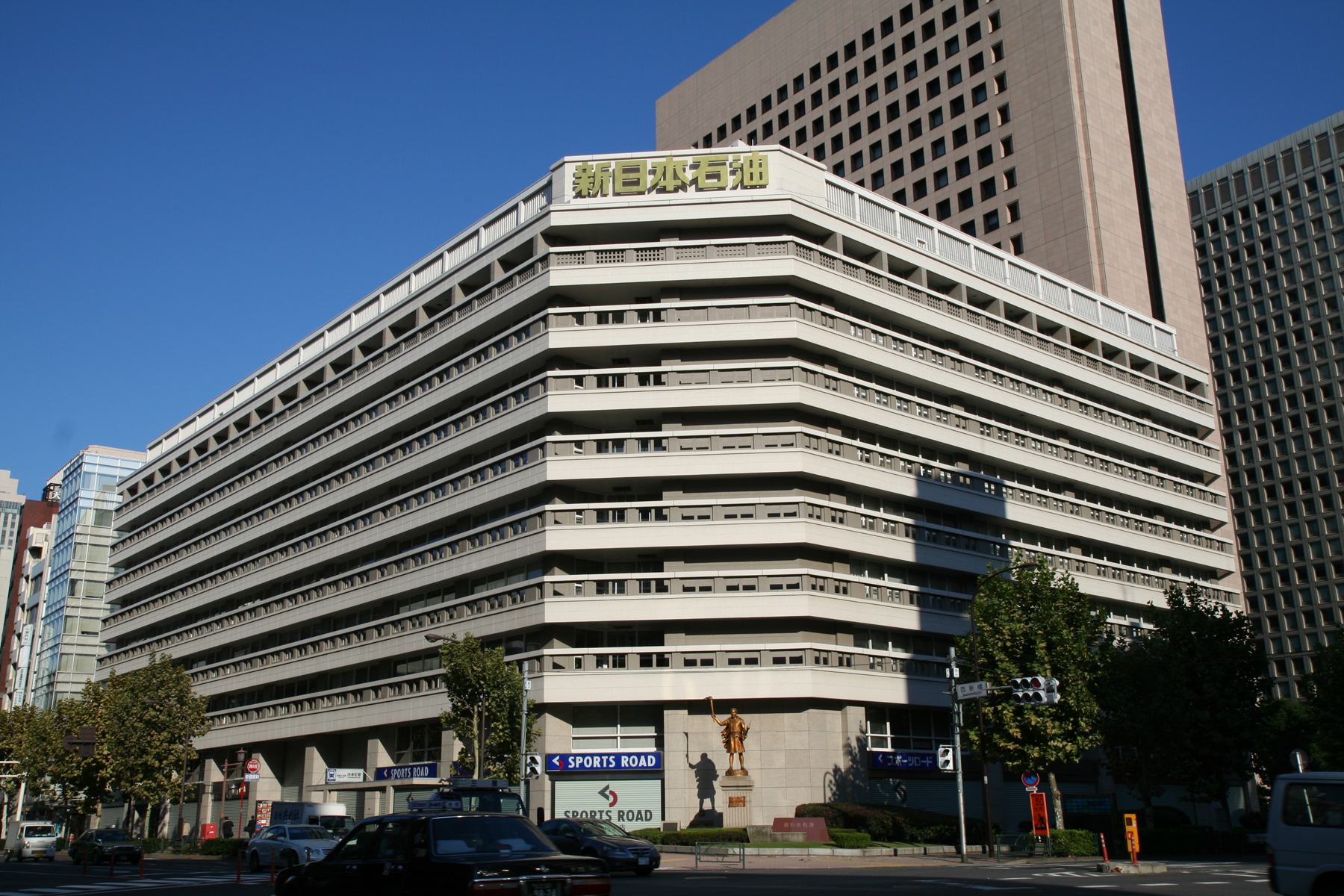
ساختمان مرکزی نیپون اویل، در توکیو

نیپون اویل در بخش پایین‌دستی صنعت نفت، در حدود ۴٫۲۲۲ نفر کارمند در اختیار دارد، که در بخش‌های مختلف پالایشگاه‌های این شرکت فعالیت می‌کنند.
پالایشگاه‌های نیپون اویل در ژاپن و میزان تولید روزانه هر کدام:
| پالایشگاه          | محل                      | میزان تولید (بشکه در روز) |
| ------------------ | ------------------------ | ------------------------- |
| پالایشگاه موروران  | موروران، استان هوکایدو   | ۱۸۰،۰۰۰                   |
| پالایشگاه سندای    | سندای، استان میاگی       | ۱۴۵،۰۰۰                   |
| پالایشگاه یوکوهاما | یوکوهاما، استان کاناگاوا | از ۱۹۸۷ تعطیل!            |
| پالایشگاه نگیشی    | یوکوهاما، استان کاناگاوا | ۳۴۰٫۰۰۰                   |
| پالایشگاه اوساکا   | تاکایشی، استان اوساکا    | ۱۱۵٫۰۰۰                   |
| پالایشگاه میزوشیما | کوراشیکی، استان اوکایاما | ۲۵۰٫۰۰۰                   |
| پالایشگاه ماریفو   | نیشی‌واکی، استان هیوگو    | ۶۰٫۰۰۰                    |

## فعالیت‌های بین‌المللی

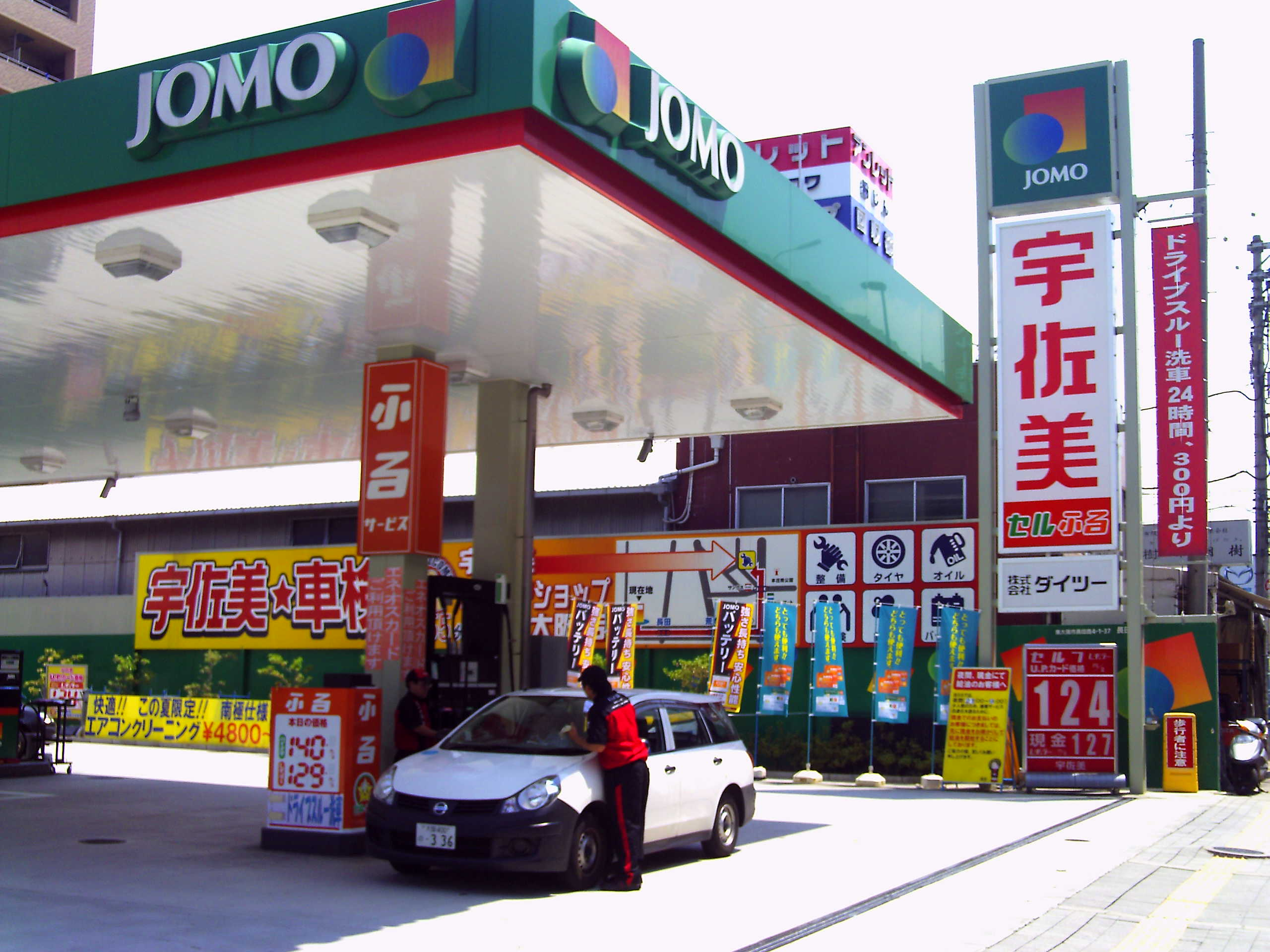
جایگاه پمپ بنزین نیپون در اوساکا

### ایالات متحده
نیپون اویل در ایالات متحده از طریق شرکت تابعه خود به‌نام جی‌اکس نیپون اویل اند انرژی در شهر ایتاسکا، تگزاس، ایالت ایلنویز و نیز در ایالت کالیفرنیا فعالیت می‌کند. همچنین از طریق شرکت تابعه دیگر بنام نیپون اویل لوبریکنتز در شهر چیلدرزبرگ، آلاباما فعالیت می‌نماید.
گروه نیپون در سال‌های اخیر فعالیت‌های گسترده‌ای را در تولید و فروش روغن موتور با نشان‌های تجاری سوستینا در ایالات متحده آغاز کرده‌است.

### کانادا
بخش اکتشاف شرکت نیپون اویل مالک ۵٪ از سهام شرکت کانادایی سینکرود است، که از طریق شرکت تابعه خود در کشور کانادا با نام موکال انرژی این سهام را خریداری نموده است.
گروه نیپون اویل از طریق شرکت موکال انرژی همچنین فعالیت گسترده‌ای در زمینه اکتشاف و تولید نفت از ماسه‌های نفتی در کشور کانادا دارد.

### هند
نیپون اویل همکاری فنی با شرکت تاید واتر اویل هند دارد و با نام تجاری انیوس، انواع روغن، گریس و دیگر فراورده‌های نفتی را به شرکت تاید واتر سپرده و این شرکت محصولات انیوس را در بازار هند عرضه می‌نماید. این رابطه عرضه و تقاضا همچنان میان نیپون اویل و تاید واتر ادامه دارد.

## حمایت‌های مالی

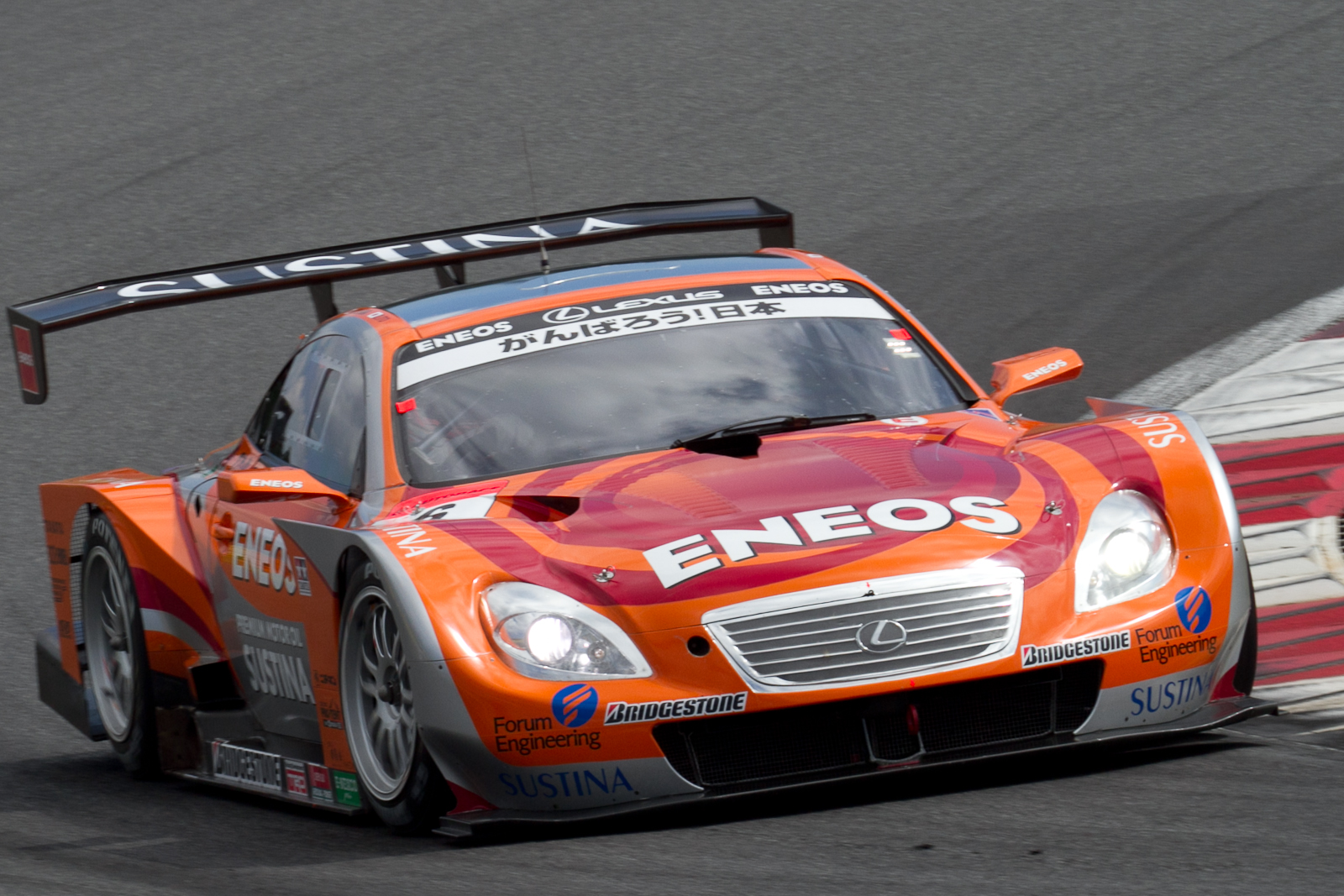
کازویا اوشیما، راننده لکسوس لمنز انیوس

نیپون اویل در گذشته‌ای نه چندان دور با نشان تجاری انیوس، اسپانسر تیم هوندا ریسینگ در مسابقات اتومبیلرانی فرمول یک بود. در حال حاضر شرکت نیپون اویل اسپانسر باشگاه فوتبال توکیو است.
این شرکت نفتی همچنین اسپانسر تیم لکسوس لمنز انیوس در مسابقات سری سوپر جی‌تی می‌باشد. این شرکت همچنین در اواخر دهه ۱۹۸۰ میلادی تا اوایل دهه ۱۹۹۰، اسپانسر تیم پورشه بود. نیپون اویل، همواره با نشان و نام تجاری انیوس، در مسابقات اتومبیل‌رانی مشارکت می‌کند.

### فرمولا نیپون

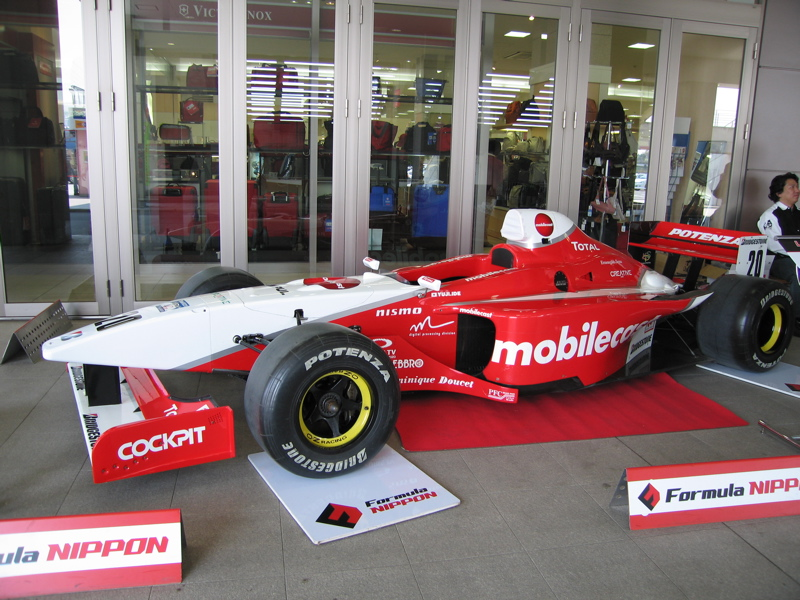
تویوتا، کلاس فرمولا نیپون

فرمولا نیپون (به انگلیسی: Formula Nippon) یک کلاس خاص از سری مسابقات اتومبیل‌رانی می‌باشد و با حمایت شرکت نیپون اویل در کشور ژاپن برگزار می‌شود.
این دوره از مسابقات از سال ۱۹۷۳ آغاز شد و به صورت سالیانه با حضور دوازده تیم و به صورت تک نفره اجرا می‌شود. اتومبیل‌های مسابقات فرمولا نیپون را شرکت‌های خودروسازی تویوتا و هوندا تأمین می‌نمایند. از راننده‌های شناخته شده این کلاس می‌توان به "رالف شوماخر" اشاره کرد.